# Arròs de la terra
L'arròs de la terra és un plat propi de la cuina menorquina que tradicionalment es feia els dies de la porquejada (matança del porc).
Actualment es fa amb a base de productes porcins, però en el seu origen és una recepta que va arribar amb la migració andalusina. A més, malgrat el seu nom, no conté arròs sinó que és a base de blat trencat en un morter de pedra, amb un procediment idèntic al bulgur. Posteriorment s'estova en aigua i es deixa assecar, antigament al sol de les teulades. La cocció final es fa al forn .

## Ingredients i elaboració
En la recepta actual, per a cada persona es necessiten, aproximadament, 25g de blat trencat i la mateixa quantitat de costella de porc, la meitat de patata (una de petita per a quatre persones), mig tomàquet de penjar, 100g-150g d'embotits variats (botifarró blanc, botifarró negre, sobrassada i cansalada), alls, oli d'oliva i sal.
Per poder cuinar el blat trencat, primer cal posar-lo una nit en remull en un recipient gran, ja que el seu volum es duplica.
Es tallen a dauets petits la patata pelada i els tomàquets. Tradicionalment es posa una cabeça sencera d'alls per família, a la qual es treuen les primeres capes de pell, de manera que es vegin bé els grans però que la cabeça es mantingui sencera. Es talla la carn i els embotits de manera que després sigui fàcil de repartir i ningú es quedi sense res. Llavors es posa el blat escorregut al fons d'una cassola de fang i es distribueixen per sobre la resta d'ingredients. Tradicionalment es col·loquen els alls al mig i els trossos de carn i embotits amb simetria radial. Se sala lleugerament, es pot afegir un rajolí d'oli, i es cou a forn suau (uns 160 °C) durant tres quarts.

### Variants
Com tots els plats antics i populars, cada família té la seva manera de fer-lo, uns posen més d'un ingredient que els agrada més o altres no posaran un altre que no tenen a l'abast. El sofregit pot canviar a cada casa. Alguns prefereixen posar boniato en comptes de patata.